# Kurt Leuschner
Kurt Leuschner (* 16. April 1936 in Wismar; † 19. November 1996 in Itzehoe) war ein deutscher Politiker (SPD).
Leuschner studierte Jura in Kiel, war Verwaltungsbeamter (zuletzt als Regierungsdirektor) und seit 1964 SPD-Mitglied. Als solches war er stellvertretender Kreisvorsitzender in Steinburg und Ratsherr in Itzehoe. Er war vom 9. Juni 1980, als er für den verstorbenen Abgeordneten Lauritz Lauritzen nachrückte, bis 1983 Mitglied des Deutschen Bundestages. Bei der Bundestagswahl 1980 wurde er im Wahlkreis Steinburg – Dithmarschen Süd (Wahlkreis 3) direkt gewählt. Kurt Leuschner war verheiratet und wohnte in Itzehoe.